# Циолек Торелли
Цёлек Торелли  (пол. Ciołek Torelli — телок, телёнок Торелли) — польский дворянский герб, полученный по индигенату, вариация герба Цёлек.

## Описание герба
Щит разделён на четыре части, в полях I и IV серебряных — чёрный змей в золотой короне, пожирающий детей, во II и III золотых — лев, стоящий на задних лапах в короне, обращенный вправо, в V центральном — в красном поле — серебряный вол, обращенный вправо.
Щит увенчан шлемом и короной.

## Первые упоминания
11 марта 1569 индигенат Помпониушу Торелли де Монтескларикули (пол. Torelli de Montesclariculi Pomponiusz). Герб возник в результате добавления измененного элемента герба Цёлек.

## Используют
Данный герб был личным гербом, поэтому использовался лишь родом Торелли.